# 弗拉迪米尔·茨韦特科维奇
弗拉迪米尔·茨韦特科维奇（羅馬化：Vladimir Cvetković，1941年5月24日—），塞尔维亚男子篮球运动员。他曾代表南斯拉夫国家队参加1964年和1968年夏季奥林匹克运动会篮球比赛，获得一枚银牌。